# Kotencotenco
Kotencotenco (こてんこてんこ?, Kotenkotenko) è un manga e anime serie di Atsuko Ueno. Kotencotenko ha preso il posto della serie andata in onda in precedenza: Onmyou Taisenki entrambe trasmesse su TV Tokyo il giovedì alle 18.00 del pomeriggio, la serie ha episodi della durata di 30 minuti ciascuno.

## Trama
Kotencotenco è un anime pensato per i più piccoli, racconta le avventure del principe del paese chiamato Kotenco.

## Personaggi
I personaggi si dividono secondo il luogo di appartenenza, si hanno dunque gli abitanti della Terra e di Paradice.

### Abitanti di Paradice
- Kotenco - doppiatrice originale: Miyako Itō
- Matenco - doppiatrice originale: Miyako Itō
- Pick chan (Pikku-chan) - doppiatrice originale: Akane Ohmae
- Nappa - doppiatrice originale: Fumie Nakanishi
- The Queen - doppiatrice originale: Chiemi Ishimatsu

### Abitanti della Terra
- Il barone - doppiatore originale: Kazuhiro Nakata
- Nekoumori - doppiatore originale: Wasabi Mizuta
- Urusainu - doppiatore originale: Eiji Himeno

## Sigle
- Sigla iniziale: "Issyo ni Utaou!" ("Cantiamo!") di Sae
- Sigla finale: "Hoshi-monogatari" ("Storie delle stelle") di Kawai Eri

## Episodi
| Nº  | Giapponese 「Kanji」 - Rōmaji                                                                                | In onda           | In onda |
| Nº  | Giapponese 「Kanji」 - Rōmaji                                                                                | Giapponese        |         |
| 1   | 「こてんこがまてんこ？」 - Ko ten ko ga maten ko?                                                            | 6 ottobre 2005    |         |
| 2   | 「こてんこは未来の王様！」 - Ko ten ko wa mirai no ōsama!                                                    | 6 ottobre 2005    |         |
| 3   | 「はじめてのパトロール」 - Hajimete no patorōru                                                              | 13 ottobre 2005   |         |
| 4   | 「天の星はみんなの宝物」 - Ten no hoshi wa min'na no takaramono                                              | 13 ottobre 2005   |         |
| 5   | 「楽しさいっぱい妖精の国」 - Tanoshisa-ippai yōsei no kuni                                                   | 20 ottobre 2005   |         |
| 6   | 「キレイにしましょう！」 - Kirei ni shimashō!                                                                | 20 ottobre 2005   |         |
| 7   | 「高星切りバサミくん大ついせき」 - Kō hoshi-kiri Basami-kun dai tsui seki                                    | 27 ottobre 2005   |         |
| 8   | 「タンポポ畑でつかまえて」 - Tanpopo hata de tsukamaete                                                      | 27 ottobre 2005   |         |
| 9   | 「おんぷのお城は大さわぎ」 - On punō-jō wa dai sawagi                                                        | 3 novembre 2005   |         |
| 10  | 「ピンチ！こてん号ぐるぐる大作戦」 - Pinchi! Ko ten-gō guruguru dai sakusen                                  | 3 novembre 2005   |         |
| 11  | 「びっくり！増えるミラー大作戦」 - Bikkuri! Fueru mirā dai sakusen                                           | 10 novembre 2005  |         |
| 12  | 「おもいでの小ビン」 - Omoide no ko Bin                                                                      | 10 novembre 2005  |         |
| 13  | 「シャボン玉パニック！」 - Shabontama panikku!                                                               | 17 novembre 2005  |         |
| 14  | 「チョー不思議！びっくり絵本」 - Chō fushigi! Bikkuri ehon                                                   | 17 novembre 2005  |         |
| 15  | 「こてんこちゃん、てんしんしちゃダメ！」 - Ko ten ko-chan, ten shin shicha dame!                             | 24 novembre 2005  |         |
| 16  | 「ＳＯＳ！バラのアーチ」 - Esuōesu! Bara no āchi                                                             | 24 novembre 2005  |         |
| 17  | 「仮面をかぶって大混乱」 - Kamen o kabutte dai konran                                                        | 1º dicembre 2005  |         |
| 18  | 「小さな小さな雪だるま」 - Chīsana chīsana yukidaruma                                                        | 1º dicembre 2005  |         |
| 19  | 「キャプテンコック参上！」 - Kyaputenkokku sanjō!                                                            | 8 dicembre 2005   |         |
| 20  | 「地の国のおともだち」 - Ji no kuni no o tomodachi                                                           | 8 dicembre 2005   |         |
| 21  | 「おかしなお菓子の飛行船」 - Okashina okashi no hikōsen                                                      | 15 dicembre 2005  |         |
| 22  | 「大あらし！花だんを守れ！！」 - Dai arashi! Hanada n o mamore!!                                             | 15 dicembre 2005  |         |
| 23  | 「超強力！ダルマさんバリア」 - Chōkyōryoku! Daruma-san baria                                                 | 22 dicembre 2005  |         |
| 24  | 「スーパーまてんこ参上！」 - Sūpā maten ko sanjō!                                                            | 22 dicembre 2005  |         |
| 25  | 「ちょうせん！なぞなぞの木」 - Chōsen! Nazonazo no ki                                                        | 2 gennaio 2005    |         |
| 26  | 「お化けなんて怖くない」 - Obake nante kowakunai                                                             | 2 gennaio 2005    |         |
| 27  | 「うるさいぬより、かしこいぬ!?」 - Urusainu yori, kashikoinu!?                                               | 5 gennaio 2005    |         |
| 28  | 「海はひろいなしょっぱいな」 - Umi wa hiroi na shoppai na                                                    | 5 gennaio 2005    |         |
| 29  | 「こてんこと魔法のヤカン？」 - Ko ten ko to mahō no yakan?                                                   | 12 gennaio 2005   |         |
| 30  | 「うばわれた女王様のくつ」 - Ubawa reta joō-sama no kutsu                                                    | 12 gennaio 2005   |         |
| 31  | 「合体！デカぷにょりん」 - Gattai! Deka punyo Rin                                                            | 19 gennaio 2005   |         |
| 32  | 「おそうじ大決戦！」 - Osōji daisakusen!                                                                     | 19 gennaio 2005   |         |
| 33  | 「マジックショーがやってきた」 - Majikkushō ga yattekita                                                     | 26 gennaio 2005   |         |
| 34  | 「決めろ！アイちゃんスマッシュ」 - Kimero! Ai-chan sumasshu                                                  | 26 gennaio 2005   |         |
| 35  | 「バッテンリング」 - Battenringu                                                                             | 2 febbraio 2006   |         |
| 36  | 「スピードＵＰ！ステップＵＰ！」 - Supīdo UP! Suteppu UP!                                                    | 2 febbraio 2006   |         |
| 37  | 「こわ～い、カンシャクおじさん」 - Kowa ~ i, kanshaku ojisan                                                 | 9 febbraio 2006   |         |
| 38  | 「見破れ！ナイナイマントの秘密」 - Miyabure! Nainaimanto no himitsu                                          | 9 febbraio 2006   |         |
| 39  | 「不思議な折り紙」 - Fushigina origami                                                                       | 16 febbraio 2006  |         |
| 40  | 「スクープ！はたらく地の国おじさん」 - Sukūpu! Hataraku ji no kuni ojisan                                    | 16 febbraio 2006  |         |
| 41  | 「だんしゃく、クビになる」 - Da n shaku, kubininaru                                                          | 23 febbraio 2006  |         |
| 42  | 「こてんこ、地の国へ」 - Ko ten ko, chi no kuni e                                                            | 23 febbraio 2006  |         |
| 43  | 「大変身！だんしゃくは素敵なレディ？」 - Dai henshin!Da n shaku wa sutekina redi?                            | 2 marzo 2006      |         |
| 44  | 「ナッパのひみつ基地」 - Nappa no himitsu kichi                                                              | 2 marzo 2006      |         |
| 45  | 「まてんこはダメよ」 - Maten ko wa dameyo                                                                    | 9 marzo 2006      |         |
| 46  | 「こてんこ たおれる」 - Ko ten ko taoreru                                                                    | 9 marzo 2006      |         |
| 47  | 「恋するピックちゃん」 - Koisuru pikku-chan                                                                  | 16 marzo 2006     |         |
| 48  | 「聖なるいずみの水の花」 - Seinaru Izumi no mizu no hana                                                     | 16 marzo 2006     |         |
| 49  | 「お城の怪物」 - O-jō no kaibutsu                                                                            | 23 marzo 2006     |         |
| 50  | 「ウソつきはおサカナのはじまり」 - Usotsuki wa o sakana no hajimari                                          | 23 marzo 2006     |         |
| 51  | 「地の国に光を 前編」 - Ji no kuni ni hikari o zenpen                                                        | 30 marzo 2006     |         |
| 52  | 「地の国に光を 後編」 - Ji no kuni ni hikari o kōhen                                                         | 30 marzo 2006     |         |
| 53  | 「わくわく ハロー彗星大接近！」 - Wakuwaku harō suisei dai sekkin!                                           | 6 aprile 2006     |         |
| 54  | 「どきどき 冒険に出よう！」 - Dokidoki bōken ni deyō!                                                        | 6 aprile 2006     |         |
| 55  | 「落ちるな落ちるな大作戦！」 - Ochiru na ochiru na dai sakusen!                                              | 13 aprile 2006    |         |
| 56  | 「虫の妖精バグーとすごい歌」 - Mushi no yōsei bagū to sugoi uta                                              | 13 aprile 2006    |         |
| 57  | 「氷の国はこおりごり」 - Kōri no kuni wa kōri gori                                                           | 20 aprile 2006    |         |
| 58  | 「だんしゃくを助けて」 - Da n shaku o tasukete                                                               | 20 aprile 2006    |         |
| 59  | 「眠れないねこうもり」 - Nemurenai ne kōmori                                                                 | 27 aprile 2006    |         |
| 60  | 「ナッパとうるさいぬ お祭りの夜に」 - Nappa to urusainu omatsurinoyoru ni                                    | 27 aprile 2006    |         |
| 61  | 「アイちゃんと森の種」 - Ai chanto mori no tane                                                              | 4 maggio 2006     |         |
| 62  | 「こてんこと空飛ぶクジラ」 - Ko ten ko to soratobu kujira                                                    | 4 maggio 2006     |         |
| 63  | 「おたかさんは怖い ？」 - O Taka-san wa kowai?                                                               | -                 |         |
| 64  | 「こてんこのおつか い」 - Ko ten kono otsu ka i                                                              | -                 |         |
| 65  | 「ちっちゃくなっ ちゃった！」 - Chitchaku natchatta!                                                         | 18 maggio 2006    |         |
| 66  | 「タンチキンとペテ ンダック」 - Tan chikin to pete ndakku                                                    | 18 maggio 2006    |         |
| 67  | 「星くず山のデス マッチ」 - Hoshikuzu yama no desu matchi                                                    | 25 maggio 2006    |         |
| 68  | 「まてんこグランプ リ」 - Maten ko guranpu Ri                                                                | 25 maggio 2006    |         |
| 69  | 「のって毛！ヒゲと マユゲのビッグウェーブ！」 - Notte ke! Hige to mayuge no biggū~ēbu!                       | 1º giugno 2006    |         |
| 70  | 「オモチャの気持ち」 - Omocha no kimochi                                                                     | 1º giugno 2006    |         |
| 71  | 「天の星の王子さま」 - Ten no hoshinoōjisama                                                                 | 8 giugno 2006     |         |
| 72  | 「ズッコケ！だんし ゃくパフォーマンス」 - Zukkoke!Da nshi ~yaku pafōmansu                                    | 8 giugno 2006     |         |
| 73  | 「こてんこVS.こ てんこ」 - Ko ten ko VS. Ko ten ko                                                           | 15 giugno 2006    |         |
| 74  | 「だんしゃくが勇者 ？」 - Da n shaku ga yūsha?                                                               | 15 giugno 2006    |         |
| 75  | 「寒がりのミノムシ」 - Samu gari no minomushi                                                                | 22 giugno 2006    |         |
| 76  | 「だんしゃくキャッ チャー」 - Da n shaku kyatchā                                                             | 22 giugno 2006    |         |
| 77  | 「勇気の呪文はまじ なーにゃ」 - Yūki no jumon wa majina nya                                                  | 29 giugno 2006    |         |
| 78  | 「こてんこ忍者修行」 - Ko ten ko ninja shugyō                                                                | 29 giugno 2006    |         |
| 79  | 「ズーズーランドは 大騒ぎ」 - Zūzūrando wa ōsawagi                                                           | 6 luglio 2006     |         |
| 80  | 「あつい？さむい？ どっちなの？」 - Atsui? Samui? Dotchina no?                                               | 6 luglio 2006     |         |
| 81  | 「みそにぎりですっ とんとん」 - Miso ni giri de suttonton                                                    | 13 luglio 2006    |         |
| 82  | 「てるてるこてんこ の雨雲退治」 - Teru Teruko ten ko no amagumo taiji                                        | 13 luglio 2006    |         |
| 83  | 「だんしゃくがパパ ！？」 - Da n shaku ga papa!?                                                             | 20 luglio 2006    |         |
| 84  | 「ドオン様一直線！」 - Do On-sama itchokusen!                                                                | 20 luglio 2006    |         |
| 85  | 「開催！まてんこ大 サーカス」 - Kaisai! Maten ko dai sākasu                                                  | 27 luglio 2006    |         |
| 86  | 「こてんこ鉄道５１ ０５」 - Ko ten ko tetsudō 5105                                                           | 27 luglio 2006    |         |
| 87  | 「わらしべこてんこ ！？」 - Warashibe ko ten ko!?                                                            | 3 agosto 2006     |         |
| 88  | 「恐怖？！伝説のド ラゴン！」 - Kyōfu?! Densetsu no do ragon!                                                | 3 agosto 2006     |         |
| 89  | 「だんしゃく、天の 星を食べる」 - Da n shaku, ten no hoshi o taberu                                          | 10 agosto 2006    |         |
| 90  | 「こてんことビック リパン工場」 - Ko ten ko to bikku Ri pan kōjō                                             | 10 agosto 2006    |         |
| 91  | 「荒野のこてんこ」 - Kōya no ko ten ko                                                                       | 17 agosto 2006    |         |
| 92  | 「こてんこじいさん 、まてんこじいさん」 - Ko ten ko jīsan, maten ko jīsan                                    | 17 agosto 2006    |         |
| 93  | 「カンシャクさん、 再び」 - Kanshaku-san, futatabi                                                           | 24 agosto 2006    |         |
| 94  | 「おやすみ火山を起 こさないで」 - Oyasumi kazan o Okoshi kosanaide                                           | 24 agosto 2006    |         |
| 95  | 「ファイナルミッシ ョン！？だんしゃく邸に侵入せよ！」 - Fainarumisshi ~yon!?Da n shaku-tei ni shin'nyū seyo! | 31 agosto 2006    |         |
| 96  | 「だんしゃく勝利？ こてんことからくりの塔」 - Da n shaku shōri? Ko ten ko to karakuri no tō                  | 31 agosto 2006    |         |
| 97  | 「対決！ゆうれい船 長!?」 - Taiketsu! Yūreisen-chō!?                                                         | 7 settembre 2006  |         |
| 98  | 「とのさまだんしゃ く」 - To no samada n sha ku                                                              | 7 settembre 2006  |         |
| 99  | 「デッド オア ア ライブ!? 地獄すごろく」 - Deddo oa a raibu!? Jigoku sugo ro ku                              | 14 settembre 2006 |         |
| 100 | 「激闘！ ゴミ屋 敷」 - Gekitō! Gomi-ya shiki                                                                 | 14 settembre 2006 |         |
| 101 | 「こてんこ、宇宙 へゆく」 - Ko ten ko, uchū e yuku                                                           | 21 settembre 2006 |         |
| 102 | 「フラミンを救え ！」 - Furamin o sukue!                                                                     | 21 settembre 2006 |         |
| 103 | 「最終決戦！？大魔王現る！」 - Saishū kessen!? Dai maō genru!                                                | 28 settembre 2006 |         |
| 104 | 「大団円！幸せを届けに！」 - Daidan'en! Shiawase o todoke ni!                                                | 28 settembre 2006 |         |